# Mk 32
Il sistema Mk 32 SVTT (Surface Vessel Torpedo Tubes), usato in molte unità di varie marine, consiste in una coppia di lanciasiluri trinati capaci di sganciare siluri leggeri da 324 mm, come il tipo A244 oppure l'Mk 46, e altri modelli di siluri simili. 
Destinato a combattimenti antisommergibili ravvicinati, il siluro viene lanciato mediante l'aria compressa contenuta in una culatta situata nella parte posteriore del tubo lanciasiluri.
I tubi lanciasiluri Mk 32 furono sviluppati appositamente per il siluro Mk 44 che entrò in servizio nel 1956, sostituendo i modelli precedenti ormai obsoleti e non sufficientemente affidabili. L'Mk 32 si rivelò talmente semplice ed efficiente da essere adottato anche per le successive generazioni di siluri con poche modifiche.

Un lanciasiluri Mk 32 a bordo di un'unità della Marina Militare

Ciò ha permesso una straordinaria longevità del sistema che si è aggiornato negli anni per l'impiego dei siluri tecnologicamente più avanzati.

## Caratteristiche tecniche
Il sistema Mk 32 è costituito essenzialmente da una coppia di tre tubi impilati insieme, che sono appoggiati su un giunto girevole collegato a una trasmissione in grado di permettere la rotazione. Ogni tubo è dotato di un  dispositivo di lancio pneumatico. L'unico modello differente è l'Mk 32 Mod 9 che è fisso e binato. La maggior parte delle versioni sono quindi composte da due gruppi di tre tubi che possono essere ruotati e puntati per affrontare il bersaglio. I tubi a destra possono ruotare tra 0 e 190 gradi, mentre i tubi a sinistra tra 360 e 170 gradi.

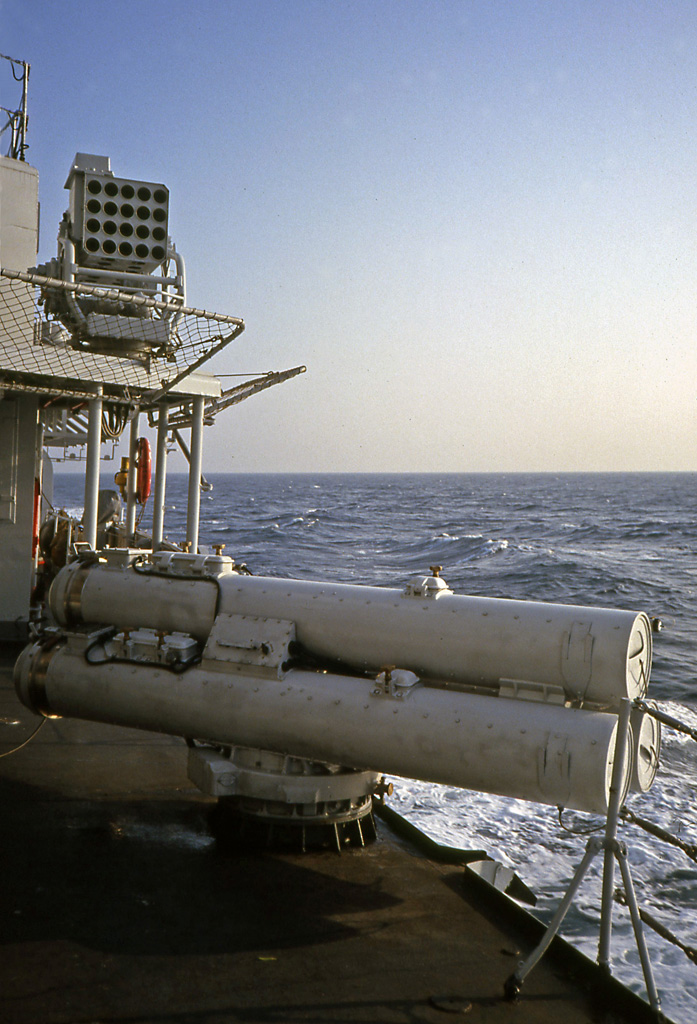
Uno dei lanciasiluri tripli Mk 32 a bordo del Grecale (F 571)

I tubi sono progettati per sparare a distanza, e i controlli di sparo sono generalmente manuali. Il lancio è ottenuto dalla pressione alimentata da aria compressa contenuta in un recipiente posteriore che funge anche da culatta per ogni tubo. Il lanciatore può essere realizzato in fibra di vetro oppure in fibra di vetro rivestita di metallo. I tubi sono stati progettati per essere resistenti alle intemperie e capaci di immagazzinare siluri per lunghi periodi di tempo, ma ciò soltanto con una manutenzione regolare.

## Varianti
Fin dagli anni '60, in contemporanea con l'acquisto del siluro americano Mk 44, la Forza marittima di autodifesa giapponese introdusse una propria versione del tubo lanciasiluri Mk 32 che fu chiamata Type 68. In seguito furono realizzate altre versioni del Type 68 in grado di utilizzare anche i siluri giapponesi, e quindi furono costruiti i modelli HOS-301, HOS-302 e HOS-303.

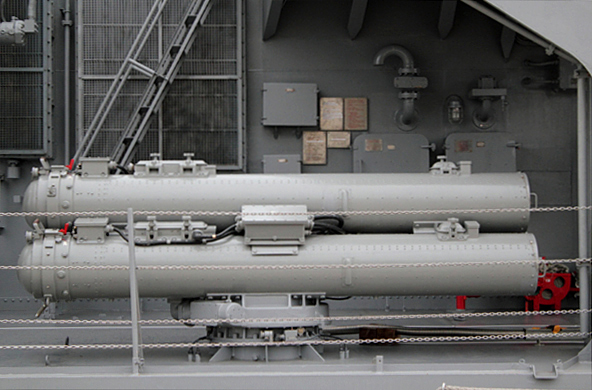
Il lanciasiluri Type 68 a bordo del cacciatorpediniere Shimakaze (DDG-172).

Il Regno Unito impiegò una propria versione dell'Mk 32 chiamandola STWS (Shipborne Torpedo Weapon System), con tre versioni principali: STWS-1, STWS-2 e STWS-3.